# Microsiphoniella artemisiae
Microsiphoniella artemisiae är en insektsart som först beskrevs av David D. Gillette 1911.  Microsiphoniella artemisiae ingår i släktet Microsiphoniella och familjen långrörsbladlöss. Inga underarter finns listade i Catalogue of Life.